# دل دیوانه است
دل دیوانه است (به هندی: दिल तो पागल है(دل توپاگل هه))نام یک فیلم موزیکال رمانتیک مرتبط با سن بلوغ هندی به کارگردانی یاش چوپرا است. این فیلم داستان عده‌ای
رقاص است که خود را برای اجرای برنامه‌ای آماده می‌کنند. بازیگران اصلی فیلم شاهرخ خان، مدوری دیکشیت، کاریسما کاپور هستند واکشی کومار هم در نقش مکمل حضور دارد. این
سومین همکاری خان با کمپانی یاش راج فیلمز پس از فیلم‌های ترس (فیلم ۱۹۹۳) و داماد عاشق عروس را می‌برد است.
این اولین فیلم بالیوود است که در بادن-بادن واروپا-پارک فیلمبرداری
شده‌است که هردو از جاذبه‌های آلمان هستند. این فیلم دومین فیلم پرفروش سال بود و به دلیل داستان و موسیقی اش بسیار تحسین شد و سه جایزه نشنال فیلم اواردز و هفت جایزه از جوایز فیلم فیر
را از آن خود کرد. این فیلم به عنوان یکی از بهترین فیلم‌های یاش چوپرا در نظر گرفته می‌شود.

## داستان
راهول(شاهرخ خان)ونیشا(کاریسما کاپور) اعضای یک گروه بزرگ رقص هستند. آن دو بهترین دوستان یکدیگر هستند اما نیشا مخفیانه به راهول علاقه دارد. راهول در مورد آرزویش برای کارگردانی موزیکالی به نام مایا با آن‌ها صحبت می‌کند. اعضای گروه وقتی راهول نمی‌تواند مایا را برای آنان توصیف کند،
به عنوان کاراکتر شک می‌کنند. پوجا(مدوری دیکشیت)یک دختر زیبا و مشتاق رقص است که در کودکی پدر و مادرش را
از دست داده‌است و به دست دوستان آن‌ها بزرگ شده‌است.
راهول ونیشا برای خریدمی روند و هنگامیکه راهول داشت لباسش را پرو می‌کرد زیر لب سوت زد وپوجا هم
که در اتاق دیگری بود توجهش جلب شد. درروز تولد سرپرست پوجا، یک جابه جایی پیش می‌آید. پوجا وخانواده
اش ساندویچ‌هایی که گروه رقص سفارش داده بود دریافت می‌کنند وگروه رقص هم کیک تولد را دریافت می
کنند. راهول به خانه پوجا می‌رود تا کیک را پس بدهد و دوباره همان سوترا می‌زند و بازهم توجه پوجا را جلب می‌کند. درروز ولنتاین، راهول ونیشا به همراه گروه یک مهمانی می‌گیرند وراهول بی اعتقادی اش به عشق را بیان می‌کند. نیشا به دلیل این اعتقادراهول ناراحت می‌شود. راهول تصادفاً به خانه پوجا
زنگ می‌زند و هنگامیکه پوجا می‌خواهد تلفن را قطع کند بازهم راهول سوت می‌زند و توجه پوجا جلب می‌شود. در روز تولد نیشااومست می‌کند و به راهول می‌گوید که دوستش دارد. اما راهول به او نمی‌گوید که
علاقه‌ای به او ندارد. از طرفی پسر سرپرست پوجا، آجی(اکشی کومار) از او خواستگاری می‌کند وپوجا
هم می‌پذیرد.
هنگام تمرین برای رقص، مچ پای نیشا آسیب می‌بیند و دکتر می‌گوید که برای چند ماه نمی‌تواند برقصد و گروه به دنبال رقاص جدید است تا اینکه راهول پوجا را می‌بیند و از او درخواست می‌کند تا به عنوان رقصنده در تیم آنها باشد…

## بازیگران
- شاهرخ خان در نقش راهول
- مدوری دیکشیت در نقش پوجا
- کاریسما کاپور در نقش نیشا
- اکشی کومار در نقش آجی
- فریده جلال در نقش خاله پوجا/مادرآجی
- دون ورما در نقش عموی پوجا/پدر آجی
- آریونا ایرانی در نقش معلم پوجا

## تولید
این فیلم دومین فیلم از چهار همکاری شاهرخ خان با یاش چوپراست و همچنین سومین همکاری خان با
مدوری دیکشیت به حساب می‌آید. نقش نیشا به بازیگران زیادی (شیلپا شتی، منیشا کیرالا،
کاجول، راوینا تاندون وجوهی چاولا)پیشنهاد شد اما همه نقش را رد کردند تا در نهایت کاریسما کاپور پذیرفت.

## لیست آهنگ‌ها
| شماره# | شعر                  | خواننده(ها)                 | مدت  |
| ------ | -------------------- | --------------------------- | ---- |
| ۱      | "دل تو پاگل هه"      | لتا منگیشکر، اودیت نارایان  | ۵:۳۸ |
| ۲      | "آره ره اره"         | لاتا منگشکار، اودیت نارایان | ۵:۳۷ |
| ۳      | "بولی سی صورت"       | لاتا منگشکار، اودیت نارایان | ۴:۱۶ |
| ۴      | "دلنا"               | لاتا منگشکار، اودیت نارایان | ۵:۲۰ |
| ۵      | "آره ره آره (قسمت۲)" | لاتا منگشکار، اودیت نارایان | ۲:۰۶ |
| ۶      | "پیار کر"            | لاتا منگشکار، اودیت نارایان | ۶:۴۶ |
| ۷      | "کوی لرکی هه"        | لاتا منگشکار، اودیت نارایان | ۵:۳۲ |
| ۸      | "اک دوجه که وسته"    | لاتا منگشکار، هری هاران     | ۳:۲۷ |
| ۹      | "له گیی"             | آشا بوسل، اودیت نارایان     | ۵:۴۳ |
| ۱۰     | "دنس آو انوی"        | موسیقی سازی                 | ۳:۱۵ |

## انتقادات
فیلم با نقدهای بسیار مثبتی روبرو شد و منتقدان موسیقی و داستان را تحسین کردند. سنبور پاتل از
بیزآسیا شوبیز نوشت:"دل تو پاگل هه از فیلم‌هایی است که شما نمی‌توانید کمک کند اما هربار که آنرا
می‌بینید عاشق می‌شوید. یاش چوپرا درخشش خود را با جمع کردن عده‌ای ستاره بزگ در کنار هم نشان داده
است که شما عاشق آن‌ها می‌شوید. یک فیلم فراموش نشدنی با شخصیت‌های شگفت‌انگیز و موسیقی حتی بهتر…
این چیزی است که فیلم را به یک فیلم سرتاسر کلاسک تبدیل می‌کند." Apunkachoice.com به فیلم۴ از۵ ستاره داد و نوشت:"اگرچه یاش چوپرا دیگر نمی‌تواند به طرفداران سرسختش فیلمی ماننددلشکستهٔ شجاع عروس را می‌برد بدهد، اما این فیلم ارزش دیدن را دارد به دلیل مکان‌های غریب خوش آب ورنگش و
رقص آرایی عالیش به وسیله فرح خان وشیمک دیوار."آویناش رام چاندنی از پلانت بالیوود عقیده دارد
که فیلم ارزش یک باردیدن رادارد. او نوشت:"شاهرخ، مدوری، کاریسما و حتی اکشی کارشان را به خوبی انجام داده اندوکارگردانی خوب یاش چوپراچندتا از دلایلی هستند که باید فیلم را دید"

## فروش
دل توپاگل هه در سراسر جهان۵۸کرور فروخت و دومین فیلم پرفروش سال ۱۹۹۷شد. این فیلم هم در هند وهم
در خارج هند یک «بلاک باستر» نامیده شد.

## جوایز
- نشنال فیلم اواردز:
- برنده:بهترین فیلم محبوب تفریحی سالم
- برنده:بهترین رقص آرایی
- برنده:بهترین بازیگر نقش مکمل زن:کاریسما کاپور
- جوایز فیلم فیر:
- برنده:بهترین فیلم
- برنده:جایزه فیلم فیر برای بهترین بازیگر مرد:شاهرخ خان
- برنده:بهترین بازیگر زن:مدوری دیکشیت
- برنده:بهترین بازیگر نقش مکمل زن:کاریسما کاپور
- برنده:بهترین کارگردانی هنری
- برنده:بهترین کارگردانی موسیقی
- برنده:بهترین دیالوگ
- نامزد:بهترین کارگردان:یاش جوپرا
- نامزد:بهترین بازیگر نقش مکمل مرد:اکشی کومار
- نامزد:بهترین شعر:آناند بخشی برای بولی سی صورت
- نامزد:بهترین خواننده مرد:اودیت نارایان برای دل تو پاگل هه
- زی سینه اواردز:
- برنده:بهترین فیلم
- برنده:برای بهترین بازیگر مرد:شاهرخ خان
- برنده:بهترین بازیگر زن:مدوری دیکشیت
- برنده:بهترین بازیگر نقش مکمل زن:کاریسما کاپور
- برنده:بهترین کارگردانی هنری
- برنده:بهترین کارگردانی موسیقی
- برنده:بهترین دیالوگ
- برنده:بهترین خواننده زن:لاتا منگشکار
- برنده:بهترین رقص آرایی
- برنده:بهترین فیلمبرداری

## نکات جزئی
این فیلم تنها فیلم شاهرخ خان واکشی کومار در کنار یکدیگر است.
عبارت «دلنا» که نام یکی از آهنگ هاست، همه را در سینما گیج کرده بود بجز اهالی پنجاب. دلنا اصطلاح
عامیانه پنجابی‌ها برای واژه «معشوق» است.